# Rodoguna
Rodoguna (Rodogune, princesse des Parthes) è una tragedia in cinque atti di Pierre Corneille.

## Trama

### Atto primo
A Seleucia, in Siria, la regina Cleopatra deve rivelare chi, tra i suoi figli Seleuco e Antioco, è il primogenito, e quindi a chi di loro spetta la successione al trono e la mano della principessa dei Parti Rodoguna. Entrambi i giovani amano Rodoguna, ed entrambi sarebbero disposti a rinunciare alla corona pur di sposarla. Uniti da profondo affetto reciproco, i gemelli decidono di rimettere il loro destino nelle mani della madre.
Rodoguna è stata nel frattempo rimessa in libertà da Cleopatra, che la teneva prigioniera e che ancora nutre per lei sentimenti di odio. La principessa diffida della pace promessa dalla regina, e confida a Laonice di guardare con preoccupazione al matrimonio. Ammette però di amare segretamente uno dei due principi.

### Atto secondo
Con la confidente Laonice, Cleopatra mostra i suoi reali sentimenti: ogni suo sforzo è volto a conservare il trono. Per questa ragione ha eliminato Nicanore, padre dei suoi figli, che voleva convolare a nozze con Rodoguna. Ora ha in mano una potente arma ricattatoria, perché detiene il potere di far ascendere al soglio regale Antioco o Seleuco. Convocati alla sua presenza, offre in palio primogenitura e regno a chi dei due ucciderà Rodoguna, che avrebbe dato alla luce il futuro sovrano, se Cleopatra non l'avesse impedito.
Turbati, i fratelli piangono il loro destino; Antioco spera ancora di muovere la madre a pietà, mentre Seleuco intravede nelle sue trame mire esclusivamente egoistiche.

### Atto terzo
Laonice avverte Rodoguna del pericolo che corre, e poco dopo la principessa si trova confrontata ad Antioco e Seleuco. Costoro le chiedono di fare la sua scelta, di stabilire il diritto di primogenitura con l'indicazione dello sposo prediletto. Rodoguna però non acconsente; afferma che Cleopatra ha ucciso senza pietà loro padre e ora vorrebbe liberarsi anche di lei. Pertanto, accetta di sposare chi ucciderà la regina, vendicando in questo modo Nicanore.
Antioco e Seleuco sono quindi nuovamente sconvolti; il primo ancora spera di commuovere la principessa e la madre, il secondo decide di lasciare Rodoguna al fratello. Antioco teme che Seleuco, volendo rinunciare al suo bene più caro, tenti invano di trascurare una passione non estinguibile con un semplice sforzo di volontà.

### Atto quarto
In un colloquio con Antioco, pronto a eseguire il suo ordine per poi morire e lasciare la donna al fratello, Rodoguna si commuove e ammette di amarlo. Abbandona così i propositi vendicativi, rimettendo nuovamente il suo destino nelle mani di Cleopatra. Di fronte alla regina, Antioco non nasconde i propri sentimenti per Rodoguna; suscita dapprima la sua ira, ma infine si vede concessa la mano della principessa, perché Cleopatra mostra di cedere alle sofferenze di un figlio, cui tra l'altro comunica di essere il primogenito e, quindi, il legittimo erede al trono.
La pietà è tuttavia solo simulata; la sovrana continua a covare il suo odio. Tenta di stimolare la rabbia di Seleuco, a cui sostiene di aver tolto il diritto di primogenitura che gli spettava per l'indegno suo amore verso Rodoguna. Seleuco però non reagisce con gelosia, lieto, al contrario, che il fratello ottenga regno e sposa, e nel contempo sospettoso nei riguardi dell'atteggiamento materno. Cleopatra si risolve dunque a una tremenda vendetta.

### Atto quinto
Cleopatra ha ucciso Seleuco. Ora vuole portare a termine i suoi propositi, confidando che il veleno la assecondi quanto la spada. Tutto è infatti pronto per il solenne passaggio di consegne; davanti alla folla di Parti e Siriani, la regina si appresta a far bere Antioco e Rodoguna nella tazza avvelenata. Quando i promessi sposi sono ormai in procinto di cadere nella trappola, Timagene sopraggiunge sconvolta. Tra le sue braccia Seleuco ha esalato l'ultimo respiro e, scambiandola con il fratello, tentato di rivelare il nome dell'assassino, ma la frase, in cui parlava di « una mano che fu loro cara », è rimasta troncata a metà.
Segue un serrato confronto tra Antioco e Rodoguna, in un primo momento, e tra Antioco e la madre successivamente. Infine, dopo sospetti e dinieghi emerge la colpevolezza della regina, la quale, consapevole di dover ormai abbandonare lo scettro regale, beve il veleno.

## L'opera
Rodogune fu rappresentata per la prima volta all'Hôtel de Bourgogne nel 1644; difficile, a causa della contraddittorietà delle fonti, stabilire quali attori vi partecipassero, anche se il ruolo della principessa fu affidato con buone probabilità alla Bellerose. La pièce venne poi stampata nel 1647 presso l'editore parigino Toussaint Quinet, con il titolo Rodogune, princesse des Parthes, tragédie.
L'intellettuale veronese Scipione Maffei, uno dei più importanti teorici del teatro in terra italiana nel Settecento, condannò duramente l'opera con le Osservazioni sopra la Rodoguna (1700). L'alterazione della storia, quale fu tramandata da Appiano, il pullulare di inverosimiglianze lungo tutto l'arco della trama, il ricorso ad azioni ripugnanti anziché degne di compassione e la mancanza di caratura tragica in Rodoguna - che oltretutto, secondo Maffei, non è nemmeno il protagonista della tragedia - sono altrettanti elementi che inficiano il valore dell'opera, destinata, a causa di questi limiti, a non coinvolgere il pubblico e a non edificarlo moralmente.
Con oltre 400 rappresentazioni alla Comédie-Française dalla data della première al XX secolo, Rodogune è la tragedia corneliana più volte messa in scena sul prestigioso palcoscenico, dopo le sue quattro "classiche", cioè dopo Le Cid, Horace, Cinna e Polyeucte.